# مارسل گوک
مارسل گوک (انگلیسی: Marcel Goc؛ زادهٔ ۲۴ اوت ۱۹۸۳) بازیکن هاکی روی یخ اهل آلمان است.